# Sidowsee
Der Sidowsee ist ein kleiner natürlicher See im Naturraum des Neustrelitzer Kleinseenlandes und im Naturpark Uckermärkische Seen im Landkreis Oberhavel (Brandenburg). Er liegt vollständig auf der Gemarkung von Himmelpfort, einem Ortsteil der Stadt Fürstenberg/Havel.

## Geographische Lage und Hydrographie
Der Sidowsee gehört zu einer kleinen Gruppe von Seen um das ehemalige Kloster Himmelpfort; dazu zählen Stolpsee, Sidowsee, Moderfitzsee, Haussee und Piansee sowie der sehr kleine Moddersee. Der Sidowsee liegt im Nordwesten dieser kleinen Gruppe mit seinem Zentrum knapp 5 km Luftlinie östlich der Kernstadt Fürstenberg/Havel. Er hat eine Fläche von ca. 35 ha und ist max. 5 m tief.

## Geschichte
Der See wurde bereits 1299 erstmals urkundlich genannt (stagnum Sidouu). Er gehörte neben 38 anderen namentlich genannten Seen zur Erstausstattung des Klosters Himmelpfort. Das Kloster erhielt vom brandenburgischen Markgrafen das alleinige Nutzungsrecht. Der Name kann als Gewässername von einer altpolabischen Grundform *Židov- zu *žid- flüssig, zäh abgeleitet werden. Möglich wäre, wenn auch weniger wahrscheinlich, eine Ableitung von einem Personennamen; dabei wäre der daraus gebildete Ortsname auf den See übertragen worden. Im Erbregister der Herrschaft Badingen und Himmelpfort von 1574 wird der See als Sydaw bezeichnet, 1580 heißt er Den Siedow. 1712 findet sich die Bezeichnung Sidow See.

## Bewirtschaftung
Der See wird von der Seenfischerei Himmelpfort GbR, FB Gensch bewirtschaftet.